# 26794 Yukioniimi
26794 Yukioniimi este o planetă minoră (asteroid) din centura de asteroizi. A fost descoperită pe 18 februarie 1977 la Kiso Observatory⁠(d) de Hiroki Kosai⁠(d). 
Obiectul prezintă o orbită caracterizată de o semiaxă mare de 2,4502598 UAi, o excentricitate de 0,09, o înclinație de 6,20703 ° în raport cu ecliptica.